# La Arena (Chitré)
La Arena es un corregimiento del distrito de Chitré en la provincia de Herrera, República de Panamá. La población tiene 7.586 habitantes (2010).

## Toponimia
La Arena es el lugar donde se fabrican potes y donde existe mucha tierra arenosa. Es decir, tierra roja y arcillosa, dándole nombre a este corregimiento.

## Historia
Identificado como uno de los corregimientos más sobresalientes de Chitré,  conocido por ser la tierra del mejor Pan (conocido Nacionalmemte), tierra de Artesanos. Su nombre "La Arena" proviene de los primeros pobladores ya que encontraron un barro arenoso resistente a la quema, el cual utilizaron para hacer diferentes cerámicas. Además cuenta con un gran comercio de dichas cerámicas e innumerables Panaderías.

## Cultura
El corregimiento de La Arena es famoso por sus bellas obras de alfarería y cerámicas elaboradas por los artesanos del pueblo que con esmero se levantan cada día a trabajar en sus propios negocios de ventas de potes, tinajas, cazuelas, vajillas, tejas, recordatorios con vivos colores, entre otros. Todos estos artículos son muestra del secreto antiguo de los areneros para moldear el barro.
Este singular corregimiento también es muy conocido por el sabor inigualable de su rico pan elaborado por las más gustosas manos areneras con figuras de trenzas, ha transformado a La Arena en un lugar famoso a nivel nacional. Este pequeño corregimiento de la ciudad de Chitré es una cuna de historia y costumbres herreranas que se conservan como la más sigilosa expresión cultural en el paso de los tiempos.